# Johann Heinrich Jta
Johann Heinrich Jta, der Nachname manchmal Ita geschrieben, (* um 1850; † 10. Jänner 1915) war ein österreichischer Hutfabrikant während der k.u.k. Monarchie.

## Biografie

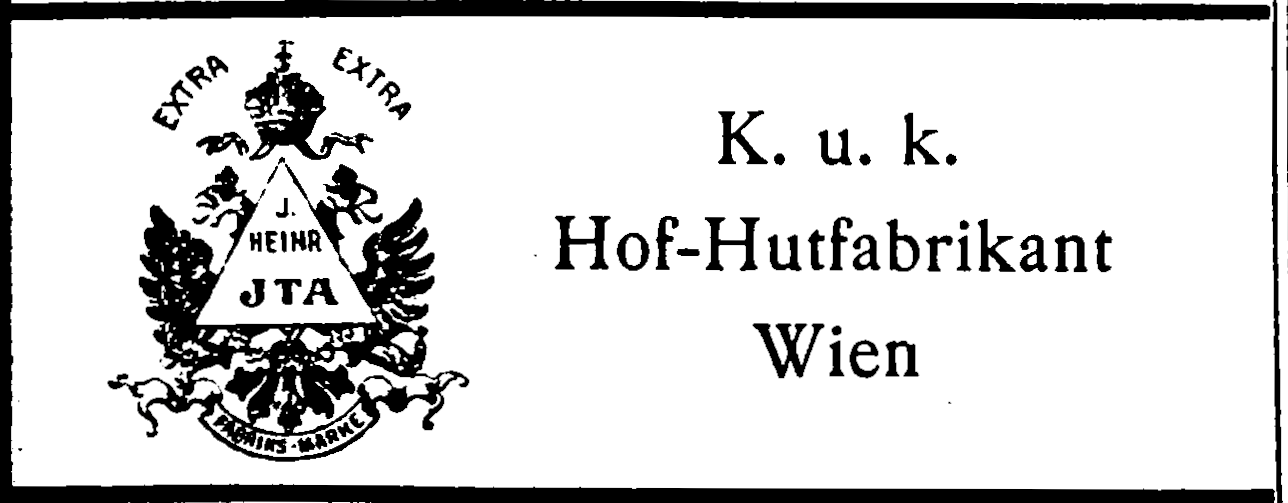
Kleinwerbung von Jta mit seiner einzigartigen Fabriks-Marke (1906)

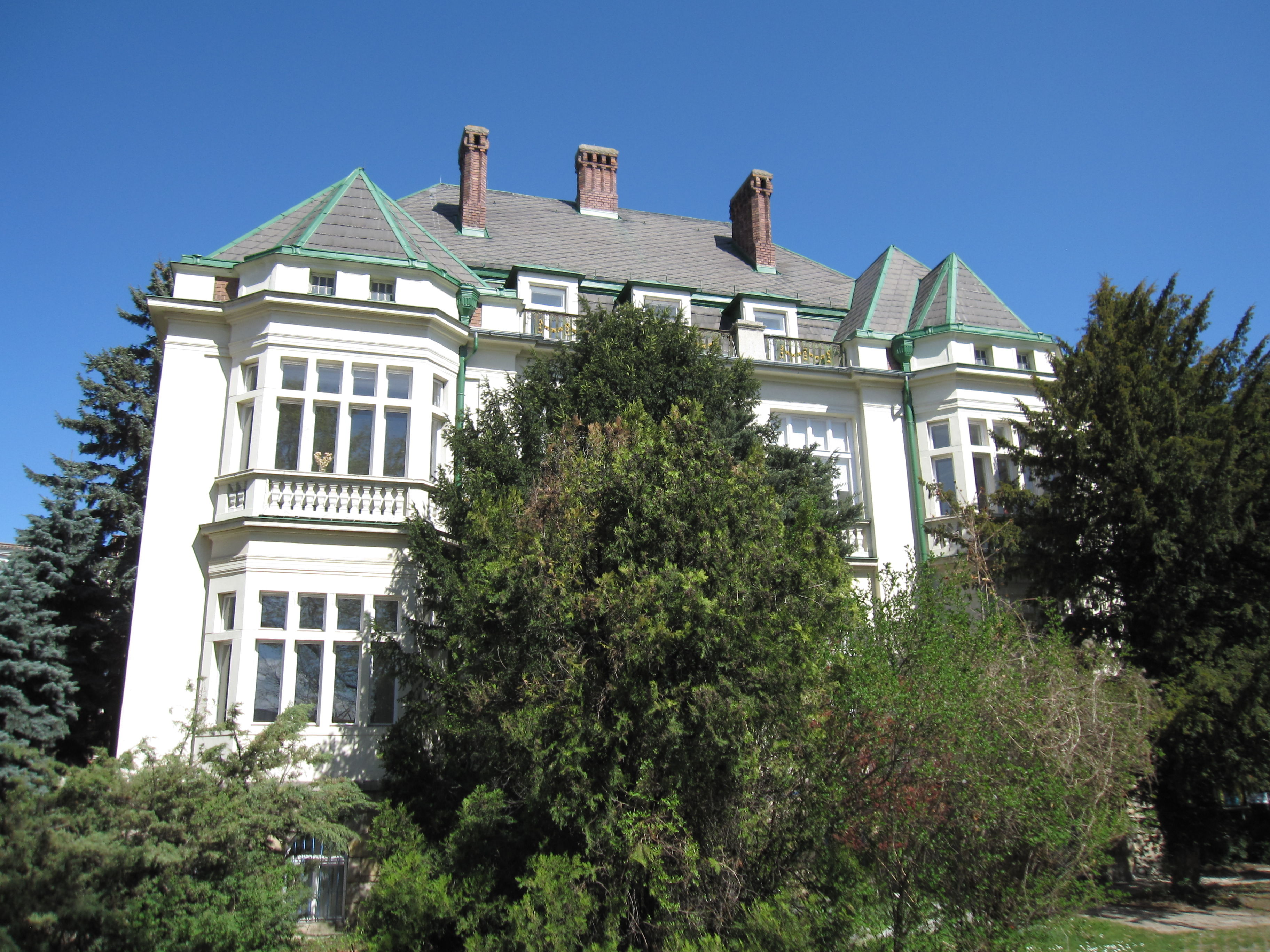
Villa Jta an der Linzer Straße 146 in Penzing

Johann Heinrich Jta war ein bedeutender Huthersteller in Wien. Sein Unternehmen wurde sehr erfolgreich und im Laufe seines Lebens wurde er mit mehreren Ehren ausgezeichnet. Er wurde Kommerzialrat und Präsident des Klubs der Österreichischen Hutfabrikanten. Zu seiner Kundschaft gehörten unter anderem der kaiserliche Hof, er wurde später zum k.u.k. Hof-Hutfabrikanten ernannt. Jta war auch Kammerlieferant von Erzherzog Josef. Die Fabrik und das Comptoir befanden sich an der Linzer Straße 140 im 13. Wiener Gemeindebezirk Hietzing. Gleich daneben war seine Villa Jta an der Linzer Straße 146 in Penzing.
Verheiratet war er mit Julie Jta. Gemeinsam hatten sie mehrere Kinder: Hermine, Ludwig und Gustav Jta. Hermine heiratete Edmund Thilo. Enkelkinder waren Heinrich, Johann und Paul Jta.
Johann Heinrich Jta starb am 10. Jänner 1915 durch einen Schlaganfall. Er wurde nach evangelischem Ritus am Friedhof St. Helena in Baden bei Wien in der Familiengruft beigesetzt.